# Riu Cher
El Cher (en occità Char) és un riu francès del centre del país. Té la font a Merinchal, al departament de la Cruesa, al Massís Central. Desemboca al riu Loira a Villandry, al departament de l'Indre-et-Loire. El nom prové del celta kʰar 'pedra'.

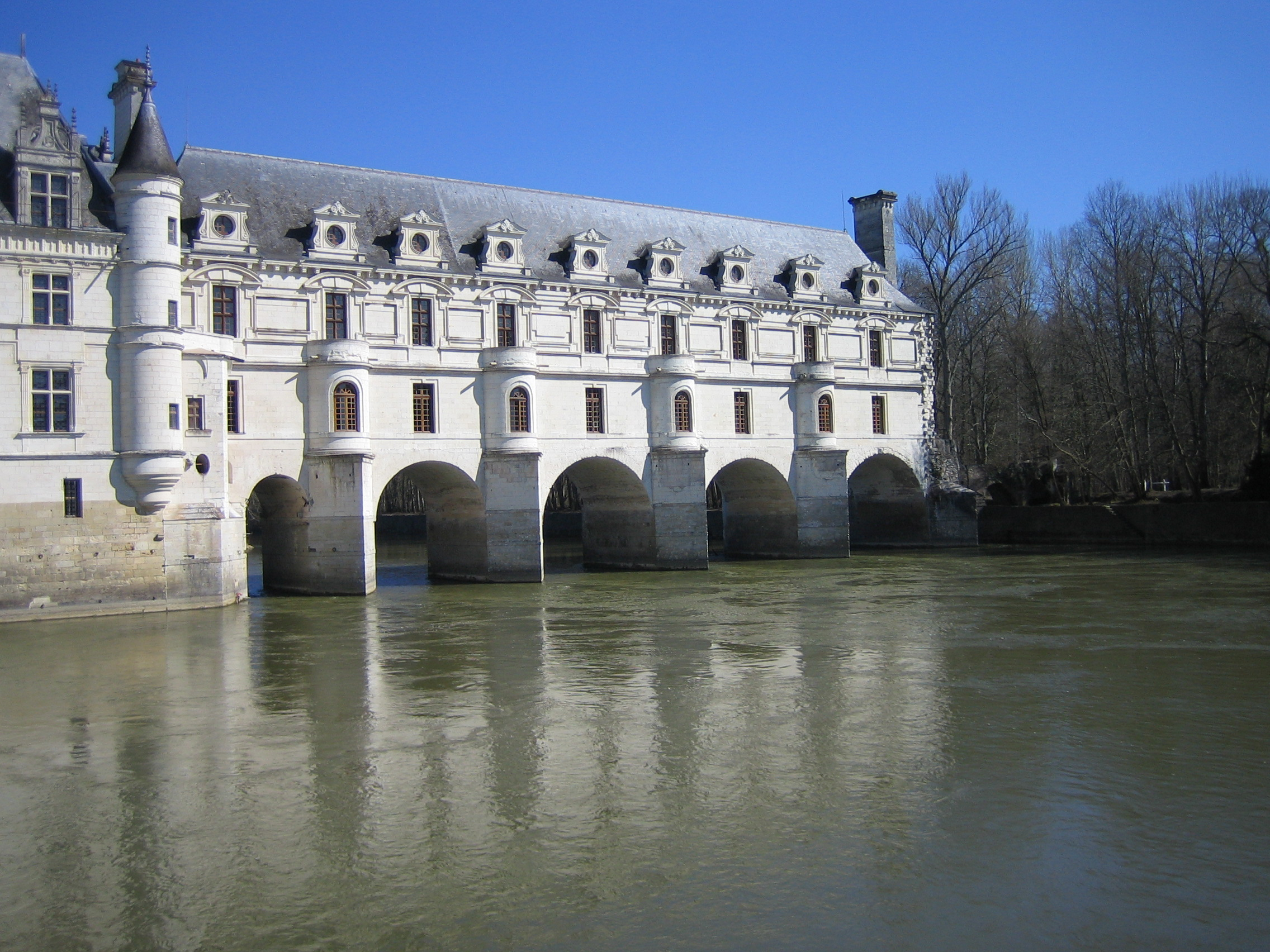
El Cher al castell de Chenonceau (pont de Diane)

## Departaments i municipis que travessa
- Cruesa: Merinchal, Auzances
- Alier: Montluçon, Vallon-en-Sully, Meaulne
- Cher: Saint-Amand-Montrond, Châteauneuf-sur-Cher, Saint-Florent-sur-Cher, Vierzon
- Indre: Chabris
- Loir-et-Cher: Selles-sur-Cher, Saint-Aignan, Montrichard
- Indre-et-Loire: Bléré, Dierre, Saint-Avertin, Tours

## Història
Fou un territori de frontera, ja que entre 1940 i 1943 fou la línia de demarcació entre la França ocupada pels nazis i la França de Vichy al llarg 120 km.

## Hidrologia
El cabal del Cher s'ha observat durant 43 anys (1966-2008), a Tours, cap del departament de l'Indre-et-Loire. El cabal que porta el riu en aquest lloc prové dels 13920 km² de la conca. El curs mitjà interanual del riu a Tours és de 95.6 m³ per segon.
El Cher presenta fluctuacions estacionals importants i superiors a les del riu Loira més amunt de Tours) que no contribueix a regularitzar amb els alts de l'hivern i la primavera, que porten un cabal mitjà de 112 a 196 m³ per segon, de desembre a maig, amb un màxim de gener a març i sobretot al febrer, i amb baixes de juliol al setembre, amb un mínim mensual al mes d'agost que és de 27,8 m³ per segon.

## Principals afluents i subafluents
Des del naixement fins a la desembocadura, els afluents són:
- (D) la Pampeluze
- (D) el Mousson
- (D) el Boron
- (D) la Tartasse
- (E) la Tardes
  - (E) la Voueize
- (D) el Polier a Montluçon
- (D) l'Amaron o Lamaron a Montluçon
- (E) la Magieure a Vaux
- (D) l'Aumance a Meaulne
  - (D) el Bandais
  - (E) l'Œil
- (E) la Queugne
- (D) la Marmande a Saint-Amand-Montrond
  - (D) la Sologne
- (D) l'Yèvre a Vierzon, que prové de Bourges
  - (E) l'Airain
  - (G) l'Auron
  - (D) el Moulon
  - (D) el Colin
  - (D) l'Ouatier
- (E) l'Arnon a Vierzon, que prové de la Petite-Marche
  - (E) la Théols
- (D) la Sauldre que pren les aigües de la Sologne

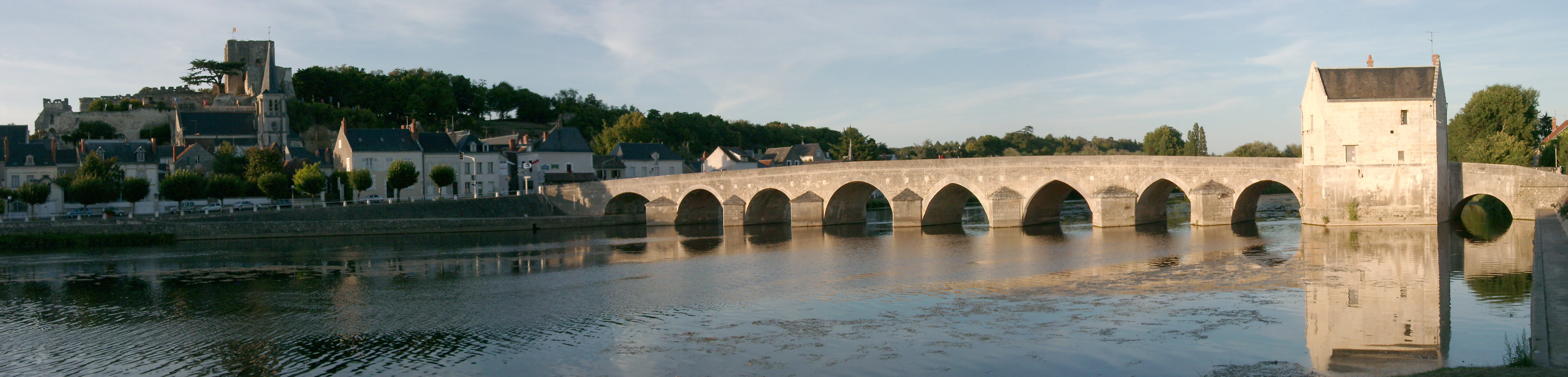
El Cher a Montrichard - Pont vell amb la casa del Passeur (segles XVI-XVII).

  - (E) la Petite Sauldre
- (E) el Fouzon a Saint-Aignan
  - (E) el Nahon

## Modificació del curs a Tours
El Cher va ser canalitzat a Tours durant els anys 1960, en el marc d'un gran projecte urbà que volia urbanitzar les ribes del riu i alhora protegir la ciutat de les inundacions que l'havien devastat, com les de 1856. Aquests treballs, impulsats per l'alcalde Jean Royer, foren els més grans d'Europa dins d'una ciutat. El curs del riu es va desviar 500 metres del lloc inicial durant 5 quilòmetres. També es va construir una illa artificial per acollir equipaments esportius. A Saint-Avertin, el llit de l'antic Cher es va convertir en una plana amb dos llacs artificials.
També es van construir altres obres, com un nou pont en la línia fèrria de París a Bordeus i es va projectar l'autopista A-10 d'acord amb la nova disposició del riu.
El primer projecte d'aquesta obra preveia una desviació de vuit quilòmetres, amb la creació d'una segona illa, però fou abandonat.